# Piața Muncii
Piața Muncii – stacja metra w Bukareszcie, na linii M1. Stacja została otwarta w 1989.